# Power Plant
Power Plant šesti je studijski album njemačkog power metal sastava Gamma Ray. Album je 29. ožujka 1999. godine objavila diskografska kuća Sanctuary Records. Album je 2003. godine, zajedno s drugim albumima grupe, bio ponovno objavljen s dodatnim pjesmama i novim omotom.

## Popis pjesama
1. "Anywhere in the Galaxy" (Hansen)
2. "Razorblade Sigh" (Hansen)
3. "Send Me a Sign"  (Richter)
4. "Strangers in the Night" (Hansen, Zimmermann)
5. "Gardens of the Sinner" (Hansen, Zimmermann)
6. "Short As Hell" (Hansen)
7. "It's a Sin"(Obrada Pet Shop Boysa)
8. "Heavy Metal Universe" (Hansen)
9. "Wings of Destiny" (Richter)
10. "Hand of Fate" (Hansen, Schlächter)
11. "Armageddon" (Hansen)

### Bonus pjesme na izdanju iz 2003. godine
12. "A While In Dreamland" (Hansen, Schlächter)
13. "Rich And Famous" (Hansen)
14. "Long Live Rock 'N' Roll" (Obrada Rainbowa)

## Zasluge
- Pjevač i gitarist: Kai Hansen
- Gitarist: Dirk Schlächter
- Basist: Dirk Schlächter
- Bubnjar: Dan Zimmermann

Ostalo osoblje
- Knjižicu je priredio Henjo Richter.
- Omot je naslikao Derek Riggs.